# Sütő Ferenc
Sütő Ferenc (Mezőhegyes, 1959. december 5. –) magyar szobrász, pedagógus.

## Életpályája
1982–1986 között a Janus Pannonius Tudományegyetem biológia-rajz szakán tanult. 1986–1992 között Rétfalvi Sándor mellett volt asszisztens. 1992–1996 között elvégezte a Képzőművészeti Mesteriskolát, ahol Rétfalvi Sándor tanítványa volt. 1993 óta kiállító művész. 1999-től a kaposvári Zichy Mihály Képzőművészeti Szakképző Iskola tanára és a Pécsi Egyetem tanársegéde.

## Kiállításai

### Egyéni
- 1998 Kaposfüred

### Válogatott, csoportos
- 1993-1997 Budapest
- 1995 Pécs
- 1998-1999 Hamburg

## Művei
- Madarak (Budapest, 1982)
- Török Ignác (Pécs, 1993)

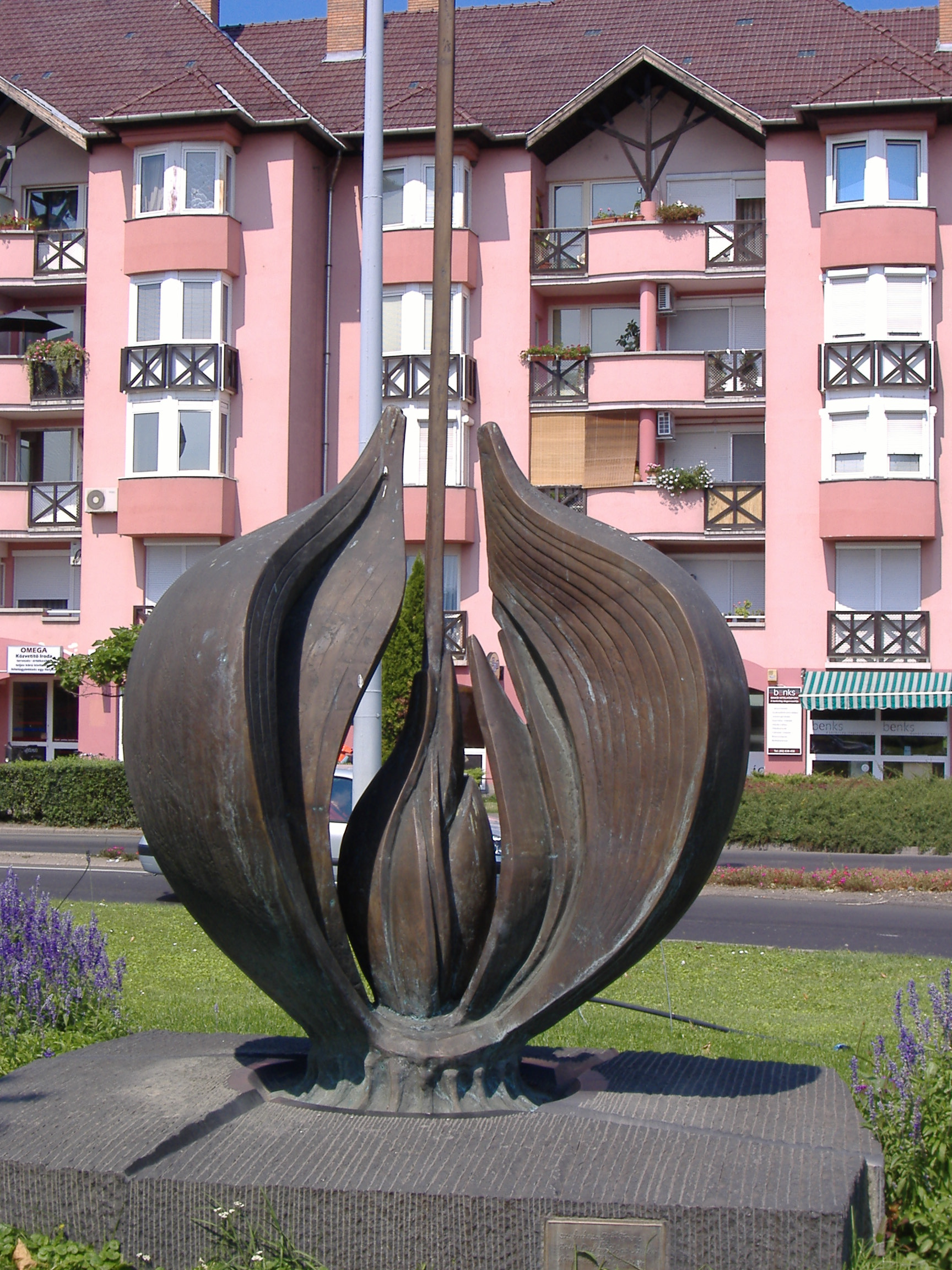
A makói hagymaemlékmű

- Nagyatádi Szabó István (Csokonyavisonta, 1994)
- Uhl Antal mellszobra (Baranyaszentgyörgy, 1998)
- Hagymaemlékmű (Makó, 2000)
- Árpád fejedelem (Patapoklosi, 2000)
- Kossuth Lajos (Patapoklosi, 2004)
- II. Rákóczi Ferenc (Patapoklosi, 2013)
- Kodály Zoltán-mellszobor (Mátraszentimre-Galyatető, 2014)
- Dr. Jólesz Ferenc emléktáblája (Kaposvár, 2015)
- A pécsi székesegyház az utolsó átépítés után (Pécs, 2015)
- A pécsi székesegyház a 19. században (Pécs, 2015)
- A pécsi székesegyház a 13. században (Pécs, 2015)
- Sík Sándor (Mátraszentimre, 2015)

## Díjai
- Természetvédelmi pályázat és kiállítás, Magyar Televízió, I. díj (1994)
- 1956-os emlékműpályázat és kiállítás, I. díj (1994)

## Honlap
https://www.sutoferenc.com/